# Reni (Ucrânia)
Reni (em ucraniano:  Рені; em romeno:  Reni; em russo:  Рени) é uma cidade da Ucrânia, situada no Oblast de Odessa. Tem 15,24 km² de área e sua população em 2020 foi estimada em 18.320 habitantes.